# میتسوبیشی کی-۲
میتسوبیشی کی-۲ (به انگلیسی: Mitsubishi Ki-2) بمب‌افکن سبک دو موتوره مدل ۹۳ نیروی زمینی (به ژاپنی: 九三式双軽爆撃機) یک بمب‌افکن سبک تک‌باله دوموتوره ساخت شرکت میتسوبیشی در امپراتوری ژاپن بود که در دهه ۱۹۳۰ میلادی برای خدمت در سرویس هوایی نیروی زمینی امپراتوری ژاپن طراحی شد و نخستین پرواز خود را در ماه مه سال ۱۹۳۳ انجام داد.
با وجود قدیمی شدن فناوری به کار برده شده در آن، از کی-۲ در جریان جنگ دوم چین و ژاپن در منچوری و شمال چین و عمدتاً در مناطقی که حضور جنگنده‌های دشمن کم رنگ تر بود، استفاده گردید.

## طراحی و توسعه
در ماه فوریه سال ۱۹۳۱ عوامل شرکت میتسوبیشی در دیداری که از تأسیسات شرکت یونکرس در شهر مالمو سوئد داشتند تنها پیش‌نمونه هواگرد کا ۳۷ که نظامی شده هواگرد غیرنظامی آلمانی یونکرس اس ۳۶ بود، را به همراه تمامی اوراق طراحی آن خریداری کردند.
این هواگرد به ژاپن منتقل، به نیروی زمینی اهدا و در ابتدا بدون تسلیحات و بارگزاری در پایگاه هوایی تاچیکاوا مورد آزمایش قرار گرفت. سپس در درگیری‌های سال ۱۹۳۱ منچوری برای تأمین حمایت هوایی یا انتقال مجروحین حضور یافت. با توجه به تجربیات حاصله، سرویس هوایی نیروی زمینی امپراتوری ژاپن (عدم وجود نیروی هوایی مستقل در امپراتوری ژاپن) در ماه آوریل سال ۱۹۳۲ سفارش تولید دو بمب‌افکن سبک و سنگین جهت جایگزینی بمب افکن سنگین مدل ۸۷ نیروی زمینی را به میتسوبیشی ارائه کرد.
بمب‌افکن سبک کی-۲ که با تغییرات جزئی در طراحی بدنه، پیکربندی بسیار مشابهی با کا ۳۷ داشت اما از منظر اندازه اندکی کوچک‌تر از آن بود، نخستین پرواز خود را در ماه مه سال ۱۹۳۳ میلادی انجام داد. در مجموع ۱۸۶ فروند (۱۳ فروند توسط کاوازاکی) از کی-۲ در قالب دو مدل بین سال هاب ۱۹۳۳ و ۱۹۳۶ میلادی تولید گردید.
میتسوبیشی کی-۲ یک هواگرد تمام فلزی تک‌باله بال پایین خود اتکا با ارابه فرود ثابت و سکان و دم عمودی دوگانه بود که نیرو محرکه خود را از دو موتور شعاعی ناکاجیما کُتُبوکی دریافت می‌کرد. به کمک این دو موتور هواگرد حداکثر می تواست به سقف سرعت ۲۲۵ کیلومتر بر ساعت برسد. دو تیربارچی یکی در دماغه و دیگری در بخش پشت اتاقک در برجک‌های نیمه سر بسته مستقر بودند که هر کدام یک مسلسل ۷٫۷ میلی‌متری در اختیار داشتند. این هواگرد می‌توانست حداکثر تا ۵۰۰ کیلوگرم بمب با خود حمل کند.
نوع ارتقا یافته‌ای نیز تحت عنوان کی-۲–۲ (بمب‌افکن سبک مدل ۹۳–۲ نیروی زمینی) توسط شرکت میتسوبیشی طراحی شد که دارای ارابه فرود نیمه جمع شونده و موتور قوی تر میتسوبیشی ها-8 (Ha-8) بود.
یک مدل غیرنظامی بر مبنای کی-۲–۲ تحت عنوان اوهتوری (ققنوس) توسط روزنامه آساهی خریداری و در طی چند پرواز برد بلند بین سال‌های ۱۹۳۶ و ۱۹۳۹ میلادی چند رکورد را جابه‌جا کرد.

## تاریخچه عملیاتی

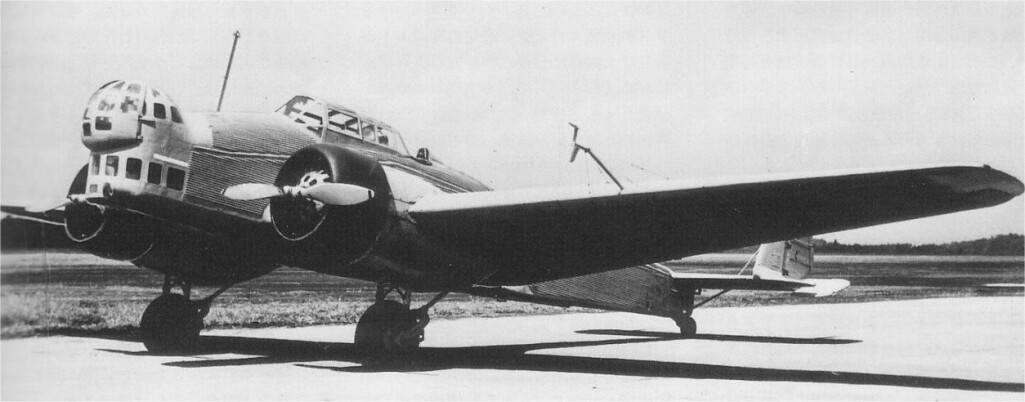
میتسوبیشی کی-۲

کی-۲ تحت عنوان بمب‌افکن سبک دو موتوره مدل ۹۳ نیروی زمینی، هنگامی در ماه نوامبر سال ۱۹۳۳ وارد ارتش امپراتوری ژاپن از منظر فناوری هم اساساً منسوخ به حساب می‌آمد اما به جهت نیاز فوری ارتش به یک بمب‌افکن سنگین، مورد پذیرش واقع شد.
تولید کی-۲ پس از ساخت ۱۸۷ فروند در سال ۱۹۳۶ متوقف و در سال ۱۹۳۸ با پدیداری هواگردهای جدیدتر با قابلیت‌های به مراتب بالاتر از جمله نمونه‌های خارجی همچون بمب‌افکن ایتالیایی فیات بی‌آر. ۲۰، کی-۲ به‌طور کامل از خدمت در خط مقدم کنار نهاده شود.
از آن پس از کی-۲ صرفاً جهت مقاصد آموزشی استفاده گردید.

## انواع
کی-۲–۱ (بمب‌افکن سبک دو موتوره مدل ۹۳–۱ نیروی زمینی)مدل اولیه تولید، با دو موتور ۹ سیلندر ناکاجیما کُتُبوکی خنک شونده با هوا
کی-۲–۲ (بمب‌افکن سنگین مدل ۹۳–۲ نیروی زمینی)مدل نهایی تولید با ارابه فرود نیمه جمع شونده و دو موتور میتسوبیشی ها-8 (Ha-8) خنک شونده با هوا

## کاربران
ژاپن
- سرویس هوایی نیروی زمینی امپراتوری ژاپن

## مشخصات فنی (کی-۲–۱)

### مشخصات عمومی
- خدمه: ۳ نفر
- طول: ۱۲٫۶ متر
- پهنای بال: ۱۹٫۹ متر
- مساحت بال: ۵۶ متر
- ارتفاع: ۴٫۶ متر
- وزن خالی: ۲۸۰۰ کیلوگرم
- وزن خالص: ۴۵۰۰ کیلوگرم
- نیرومحرکه: دو موتور شعاعی پیستونی ۹ سیلندر ناکاجیما کُتُبوکی خنک شونده با هوا: ۴۳۵ اسب بخار - ۳۲۴ کیلو وات
- پیش‌ران: ملخ ۲ تیغه چوبی با زاویه ثابت

### عملکرد
- حداکثر سرعت: ۲۲۵ کیلومتر بر ساعت
- برد: ۹۰۰ کیلومتر
- حداکثر ارتفاع: ۷۰۰۰ متر

### تسلیحات
- سه مسلسل متحرک ۷٫۷ میلی‌متری
- ۵۰۰ کیلوگرم بمب